# Sesamia striata
Sesamia striata là một loài bướm đêm trong họ Noctuidae.